# Аренс, Томас
Томас Аренс (нем. Thomas Ahrens; род. 27 мая 1948, Мёльн, Германия) — западногерманский гребной рулевой, выступавший за сборную Германии по академической гребле в первой половине 1960-х годов. Серебряный призёр летних Олимпийских игр в Токио, чемпион мира, двукратный чемпион Европы, победитель и призёр первенств национального значения.

## Биография
Томас Аренс родился 27 мая 1948 года в Мёльне, Шлезвиг-Гольштейн.
Занимался академической греблей в Ратцебурге в местном гребном клубе «Рацбургер».
Первого серьёзного успеха на взрослом международном уровне добился в сезоне 1962 года, когда вошёл в основной состав Объединённой германской команды и побывал на чемпионате мира в Люцерне, откуда привёз награду золотого достоинства, выигранную в восьмёрках.
В 1963 году представлял ФРГ на чемпионате Европы в Копенгагене, где в восьмёрках также обошёл всех своих соперников и получил золото.
В 1964 году в восьмёрках одержал победу на европейском первенстве в Амстердаме. Благодаря череде удачных выступлений удостоился права защищать честь страны на летних Олимпийских играх в Токио — здесь в составе экипажа-восьмёрки, куда также вошли гребцы Клаус Эффке, Клаус Биттнер, Карл-Генрих фон Гроддек, Ханс-Юрген Валльбрехт, Клаус Беренс, Юрген Шрёдер, Юрген Плагеман и Хорст Майер, с первого места благополучно преодолел предварительный квалификационный этап, но в решающем финальном заезде более пяти секунд уступил команде США и таким образом завоевал серебряную олимпийскую медаль. За это выдающееся достижение по итогам сезона был награждён Серебряным лавровым листом, высшей спортивной наградой Германии.
После токийской Олимпиады Аренс больше не показывал сколько-нибудь значимых результатов в академической гребле на международной арене.